# زهران (عمان)
زهران هي إحدى مناطق أمانة عمان الكبرى التي تشكل لواء قصبة عمان التابع لمحافظة العاصمة في المملكة الأردنية الهاشمية. تقع في الجزء الأوسط من العاصمة الأردنية عمّان وتتكون من خمسة أحياء أو تجمعات سكنية.
سميت المنطقة على اسم قصر زهران الذي يقع وسط شارع زهران. تحتوي على أفضل الفنادق والمستشفيات والأبراج في عمان. تضم المنطقة أيضًا العديد من المباني الحكومية والسفارات والمراكز الثقافية والمدارس. تمتد منطقة زهران من الدوار الأول إلى ما بين الدوار الخامس والسادس ، ومن عبدون الشمالي إلى عبدون الجنوبي.

## الأحياء
تتكون زهران من 5 أحياء.
- عبدون الشمالي
- عبدون الجنوبي
- شرق أم أذينة
- جبل عمان
- الرضوان

## مساحتها
تبلغ مساحتها (13,8) كم² وبعدد سكان (600,000) نسمة.

## الحدود التنظيمية
تحدها تنظيميا عدد من المناطق هي (6) العبدلي ، تلاع العلي، وادي السير ، المدينة، أم القصير ، بدر .

## معرض صور

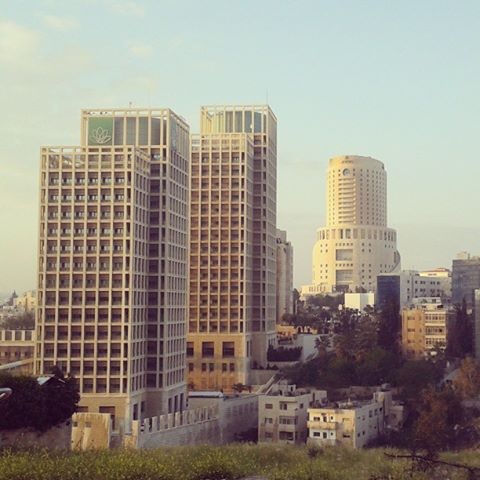
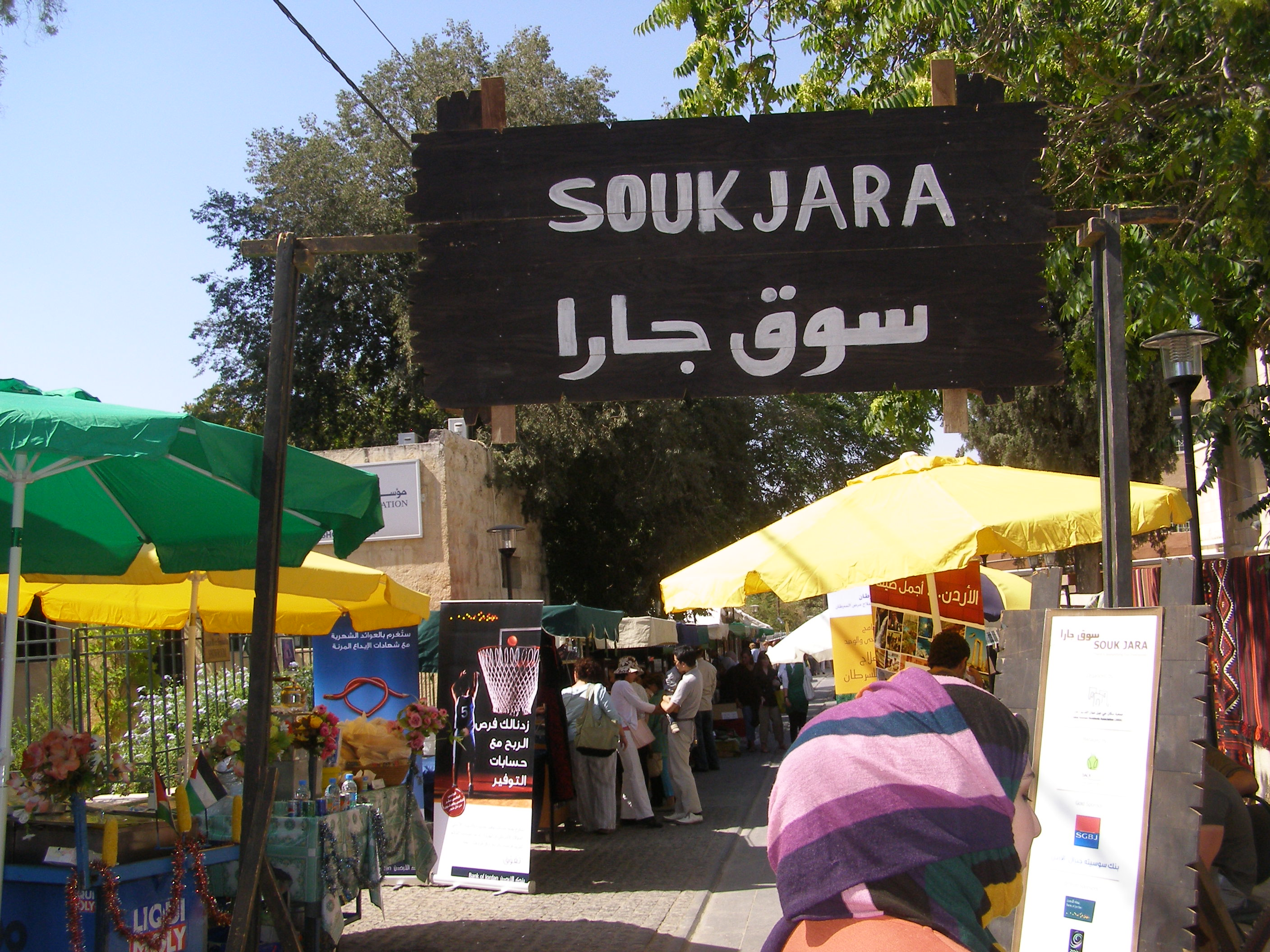
سوق جارا
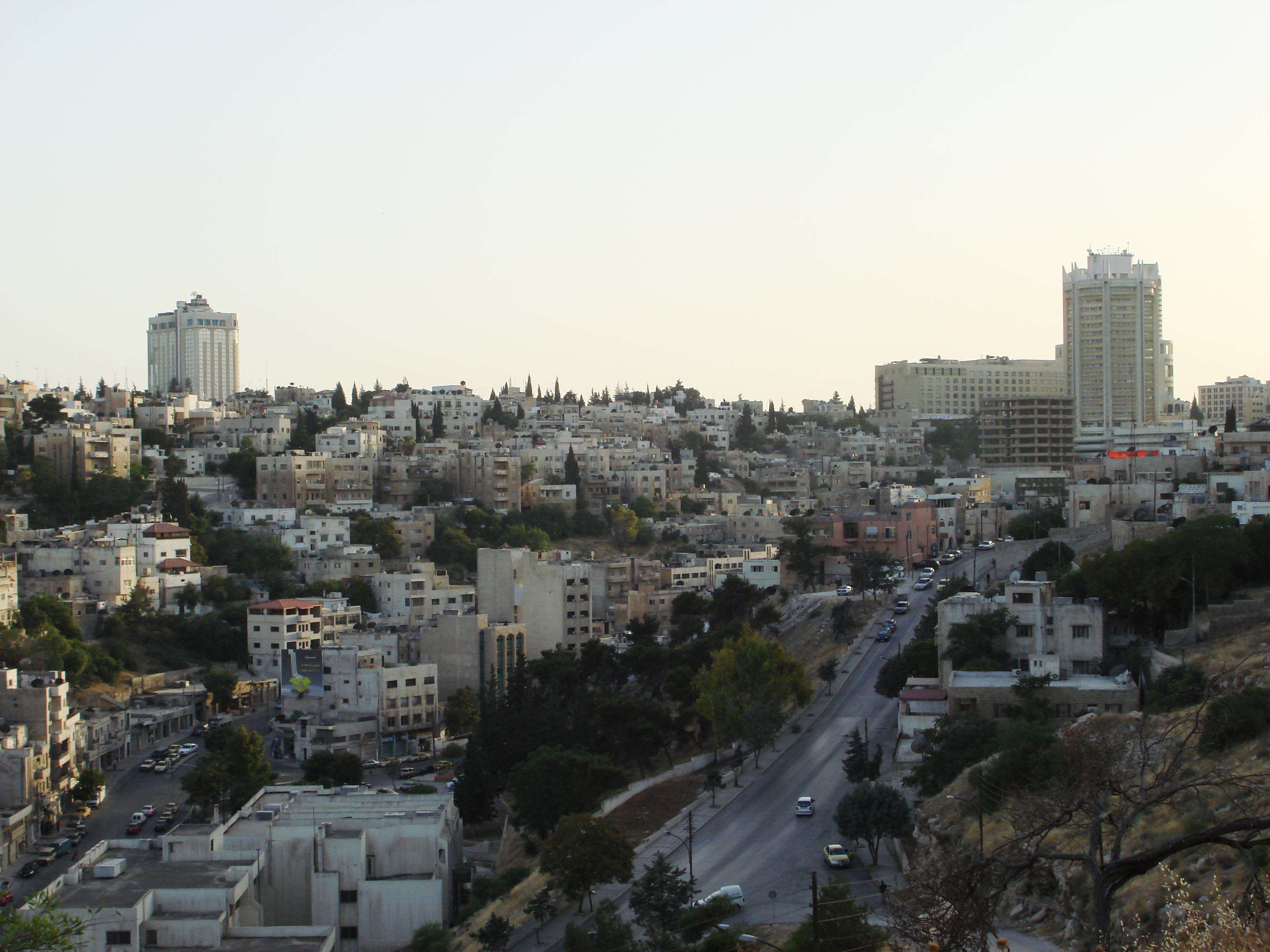
جبل عمان
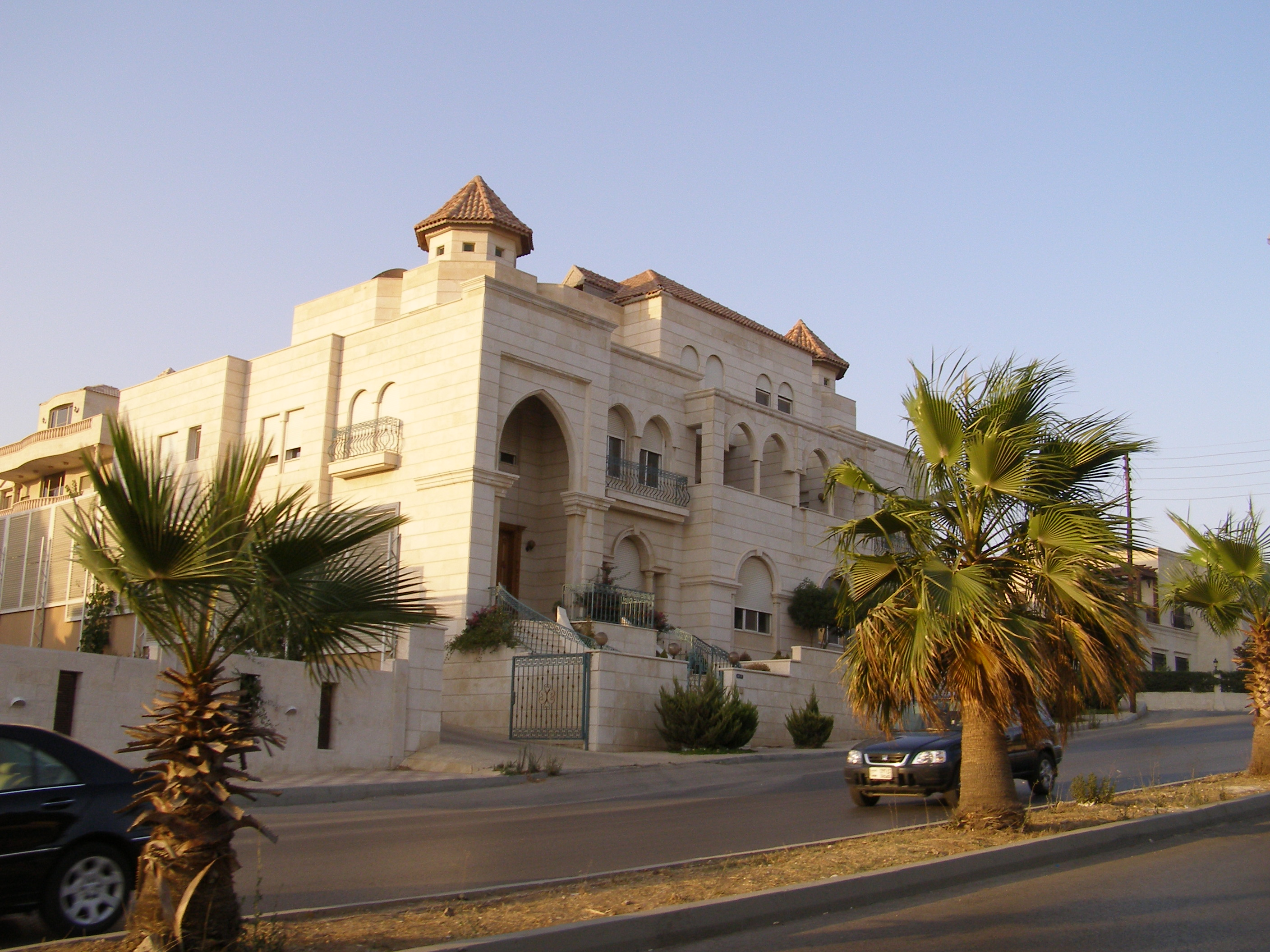
العمارة الحديثة
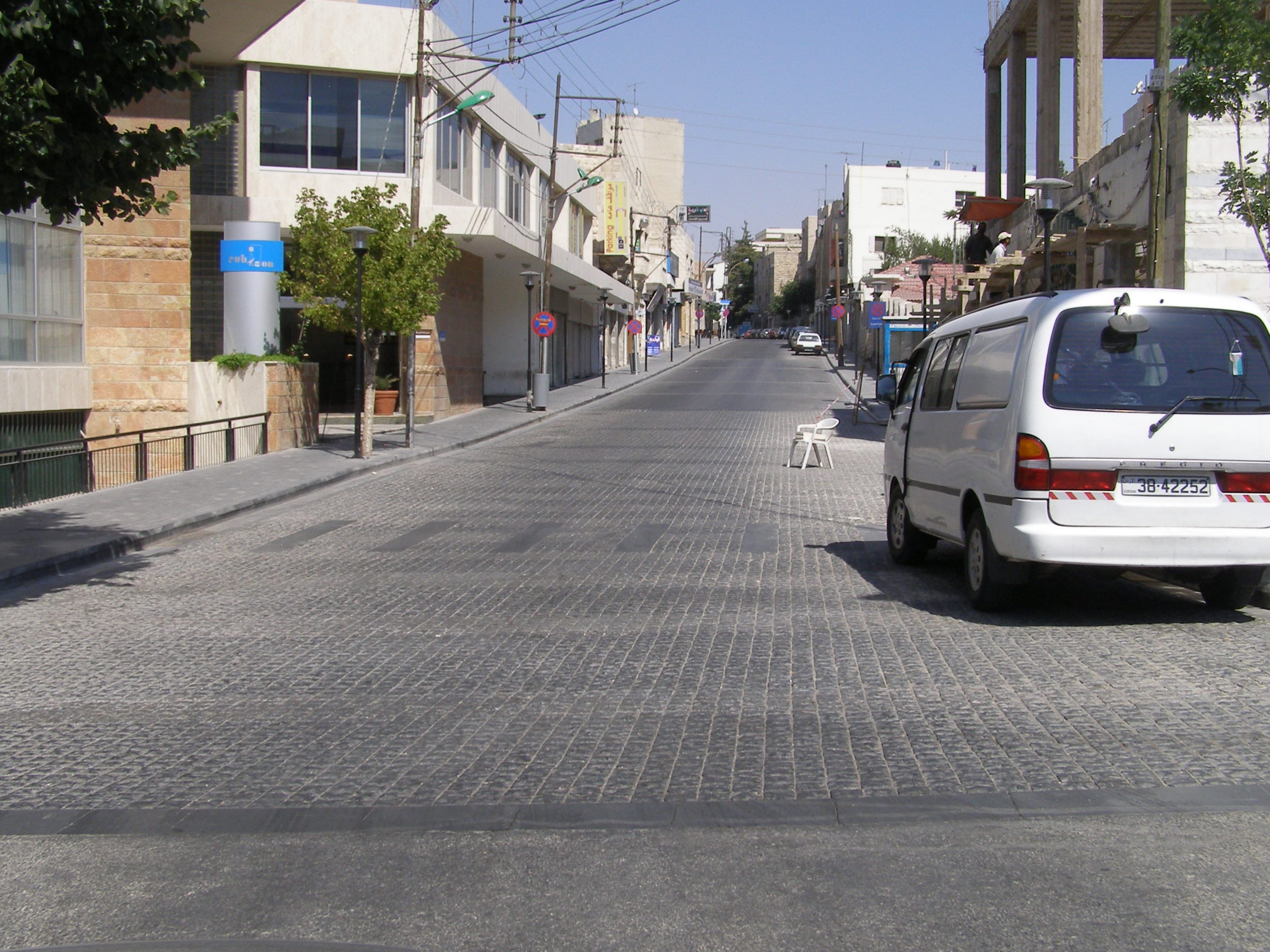
شاريع الرينبو